# Tetracanthella raynalae
Tetracanthella raynalae är en urinsektsart som beskrevs av Louis Deharveng 1987. Tetracanthella raynalae ingår i släktet Tetracanthella och familjen Isotomidae. Inga underarter finns listade i Catalogue of Life.